# Saint-Aignan (Loir-et-Cher)
Saint-Aignan ist eine französische Gemeinde mit 2826 Einwohnern (Stand 1. Januar 2022) im Département Loir-et-Cher in der Region Centre-Val de Loire. Sie gehört zum Arrondissement Romorantin-Lanthenay und zum Kanton Saint-Aignan.
Die an der Südseite des Cher gelegene Gemeinde erstreckt sich auf ein Gebiet von 18,4 Quadratkilometern; sie liegt zwischen 64 und 164 Metern über dem Meeresspiegel. 2007 hatte die Gemeinde 3.209 Einwohner; 1999 waren es noch 3.542 gewesen. Bürgermeister ist seit 2008 Jean-Michel Billon.

## Demografische Entwicklung
| 1962 | 1968 | 1975 | 1982 | 1990 | 1999 | 2007 | 2018 |
| 3029 | 3445 | 3602 | 3600 | 3672 | 3542 | 3209 | 2844 |

## Sehenswürdigkeiten

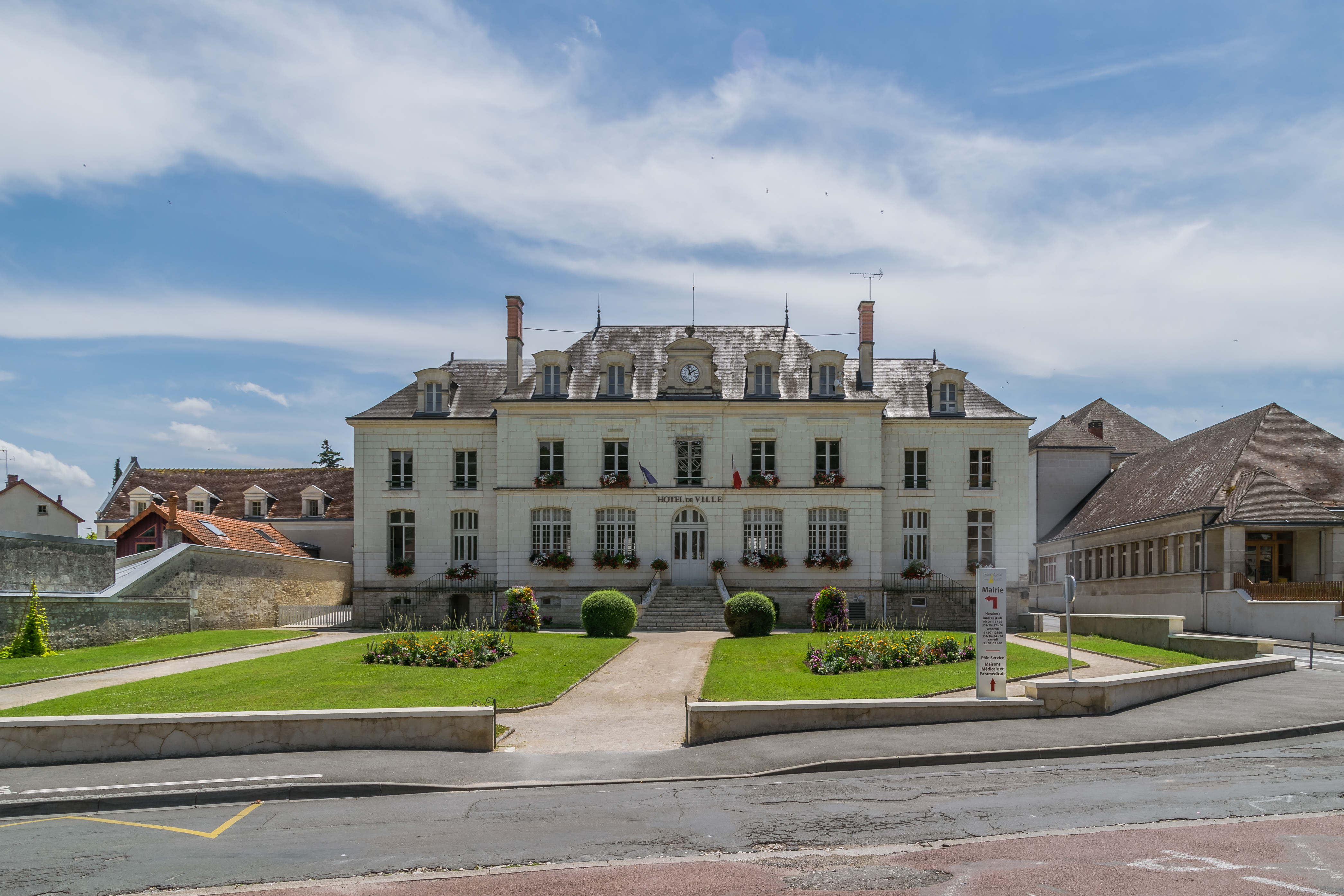
Rathaus (Hôtel de ville)

Die Altstadt Saint-Aignans ist gut erhalten. In den engen Gassen finden sich zahlreiche Gebäude, die zum Teil mehrere hundert Jahre alt sind. Unterhalb der Stadt fließt der Cher, der sich hier verzweigt und eine kleine Insel bildet, die zu Erholungszwecken genutzt werden kann. Hauptsehenswürdigkeiten der Stadt sind die Stiftskirche Saint-Aignan und das Schloss Saint-Aignan.

### Stiftskirche Saint Aignan
Die heutige Kirche Saint-Aignan wurde in der Zeit von Anfang des 11. bis Anfang des 13. Jahrhunderts an Stelle einer Kapelle aus dem 9. Jahrhundert errichtet. Die Kapelle hatte Reliquien des hl. Bischofs Anianus von Orléans erhalten und war zu einer vielbesuchten Wallfahrtsstätte geworden. Zur Kirche gehörte ursprünglich ein Stift.
Das romanisch-frühgotische Bauwerk ist eine dreischiffige Basilika mit einem nicht über die Flucht der Seitenschiffe hinausragenden Querhaus sowie einem Umgangschor mit drei später angebauten Kapellen. Der äußere Eindruck wird von einem mächtigen Vorhallenturm im Westen und einem ebenso wuchtigen Vierungsturm bestimmt.
Das Innere der Kirche wurde im 19. Jahrhundert stark verändert. Die Krypta mit ihren berühmten Wandmalereien blieb glücklicherweise verschont.

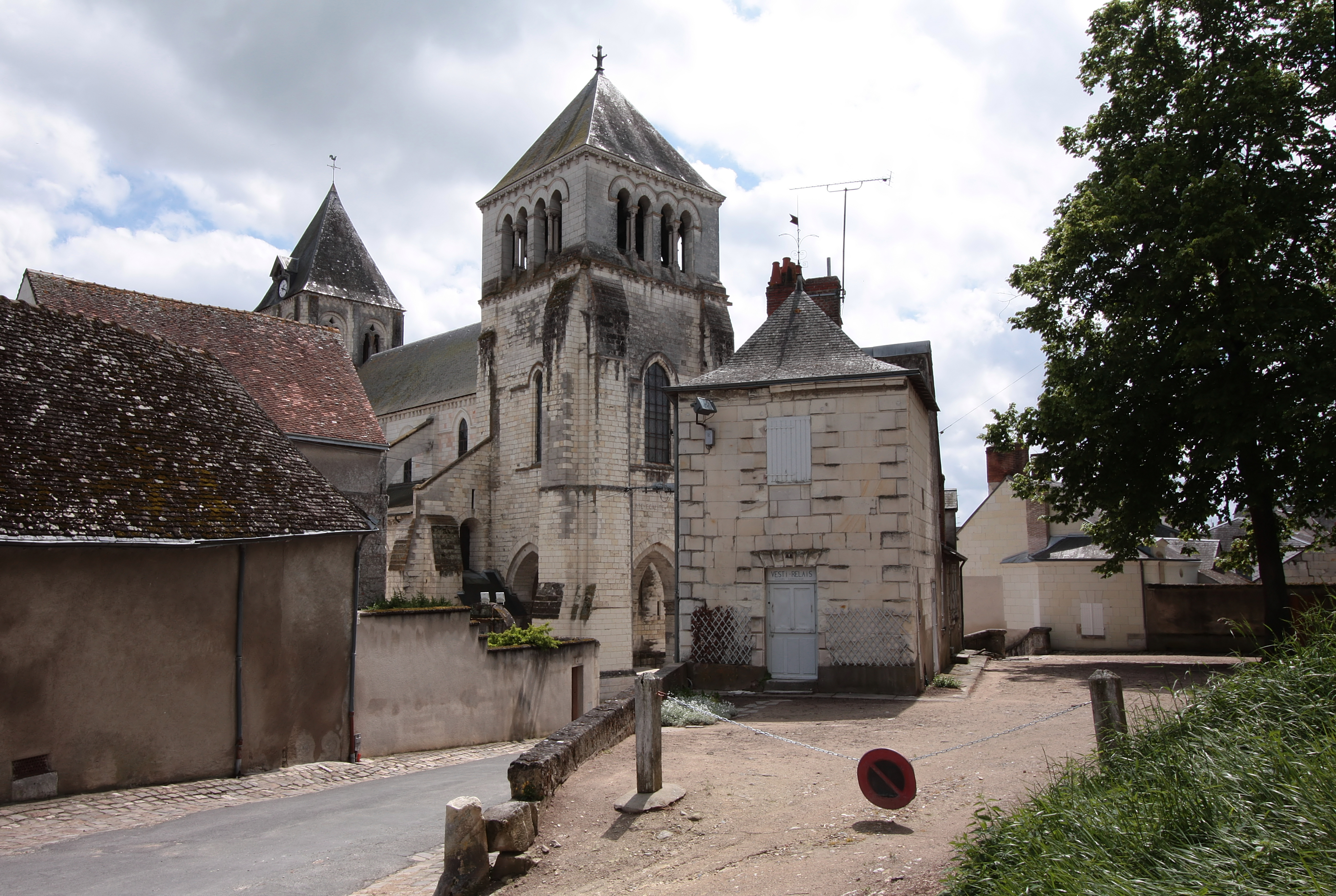
Vorhallenturm
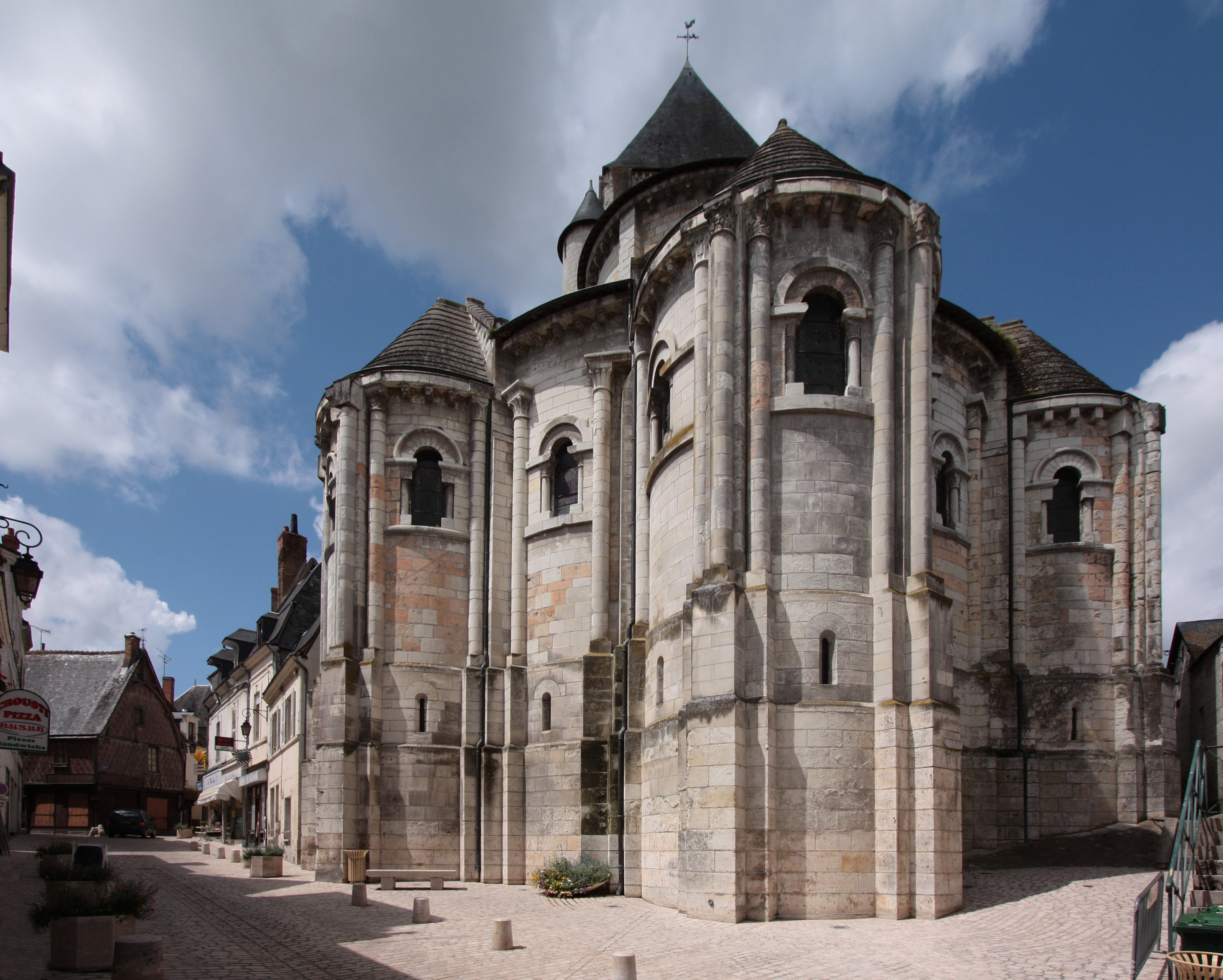
Chorhaupt der Stiftskirche
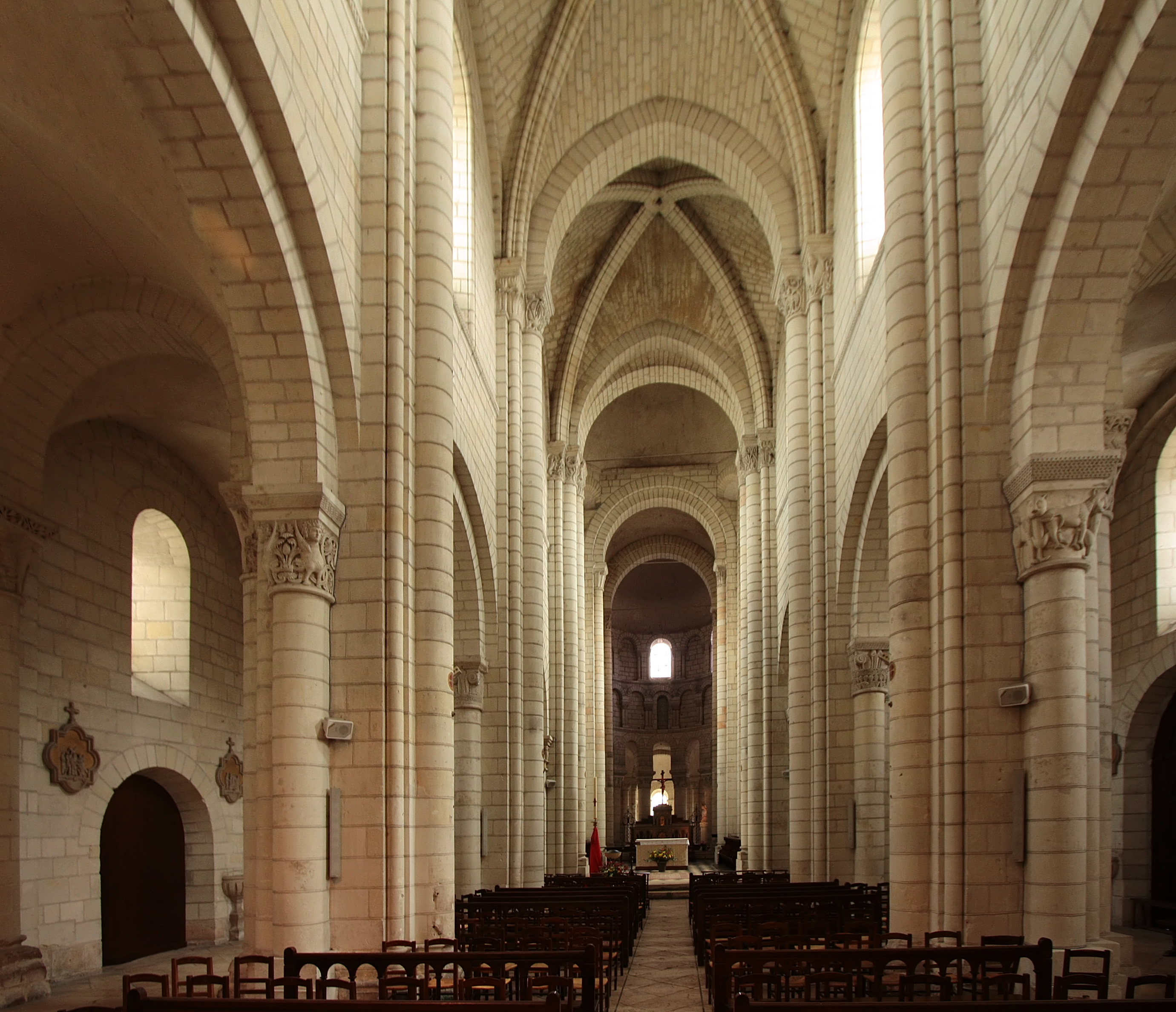
Mittelschiff
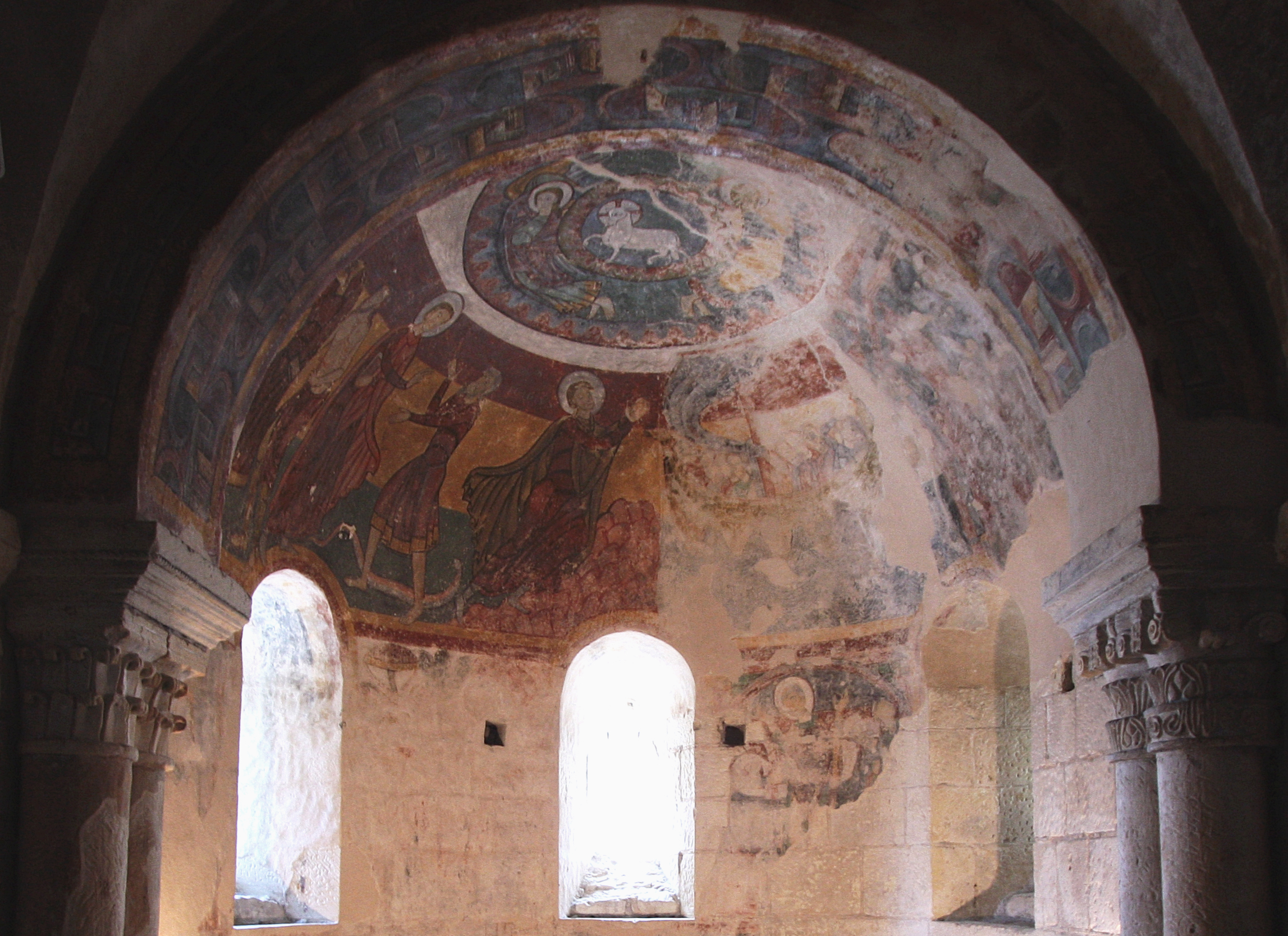
Fresko in der Krypta

### Schloss Saint-Aignan
Das andere historische Baudenkmal der Stadt ist Schloss Saint-Aignan, das vom Vorhallenturm der Kirche aus über eine lange, geschwungene Treppe zu erreichen ist. Das Schloss aus dem 16. Jahrhundert hat zwei rechtwinklig zueinander angeordnete Flügel mit einem im 19. Jahrhundert stilgerecht an den Renaissance-Flügel angefügten Treppenturm.

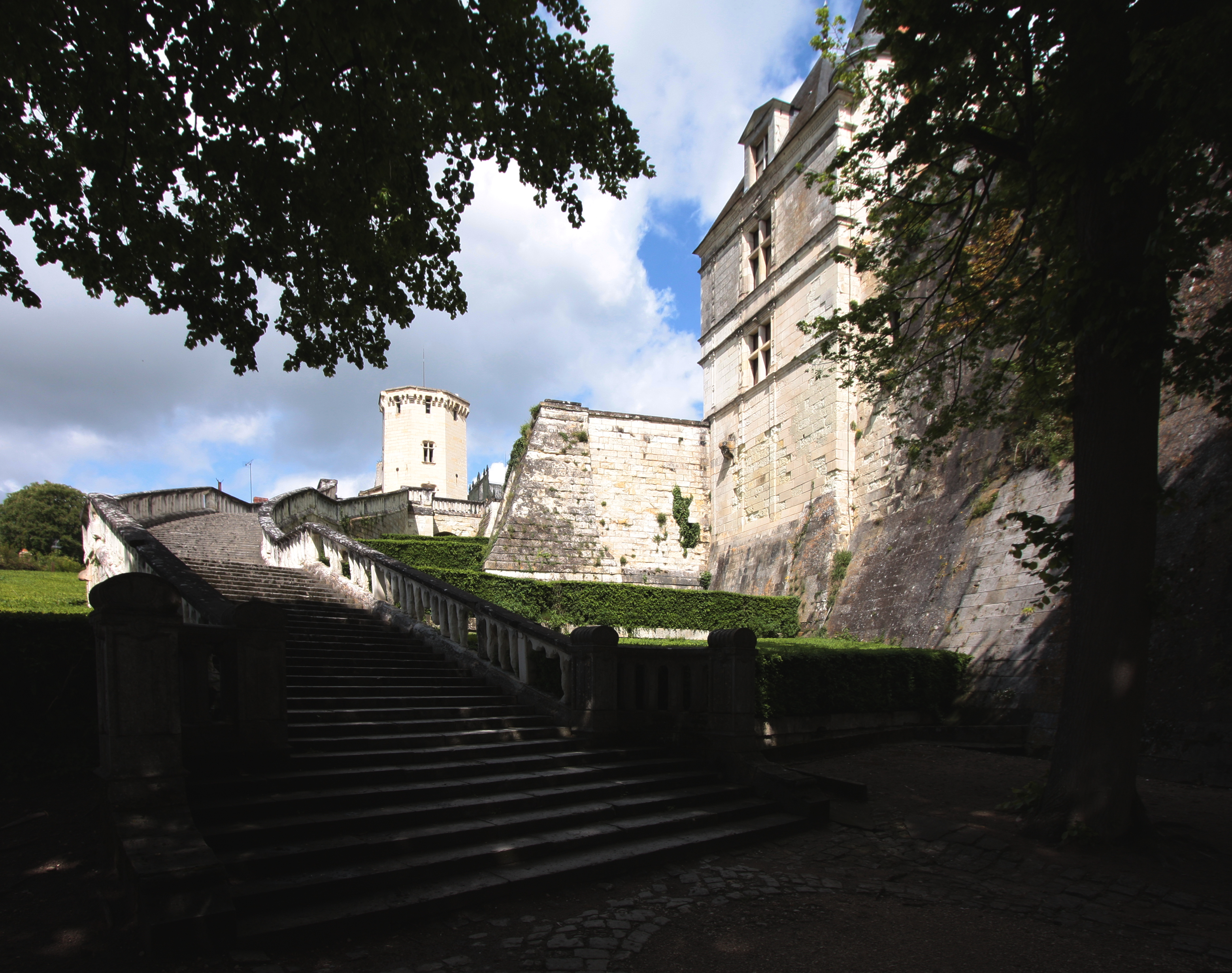
Aufstieg zum Schloss
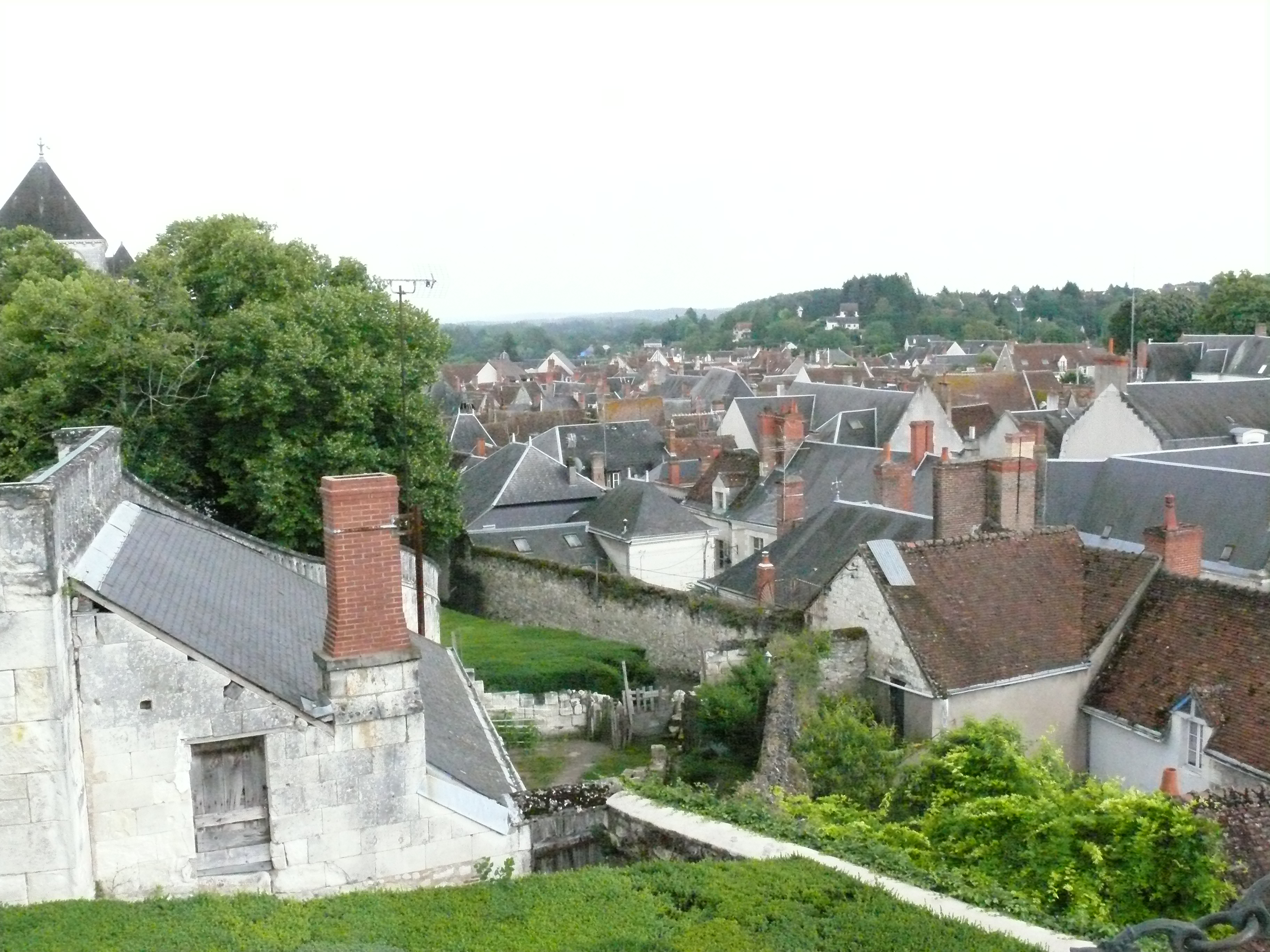
Blick vom Schlosshof über das Dorf Saint-Aignan

### Sonstige
Weitere Attraktionen sind das Geburtshaus von Joseph Paul-Boncour sowie der ZooParc de Beauval, der auf 35 ha 10.000 Tiere beherbergt, darunter seit dem 15. Januar 2012 auch zwei Große Pandas.

## Städtepartnerschaft
Partnerstadt von Saint-Aignan ist Tettnang in Baden-Württemberg.

## Persönlichkeiten
- Joseph Paul-Boncour (1873–1972), Politiker, hier geboren
- Armand Beauvais (1840–1911), Maler, hier gestorben
- Alice Pruvot-Fol (1873–1972), Zoologin, hier geboren
- Christophe-Emmanuel Bouchet (1959–2021), Maler, hier geboren